# Phyllachora annuliformis
Phyllachora annuliformis är en svampart som beskrevs av Speg. 1889. Phyllachora annuliformis ingår i släktet Phyllachora och familjen Phyllachoraceae.   Inga underarter finns listade i Catalogue of Life.